# Wolfgang Ruge
Wolfgang Ruge (* 1. November 1917 in Berlin; † 26. Dezember 2006 in Potsdam) war ein deutscher marxistischer Historiker, der in der DDR wirkte.

## Leben
Wolfgang Ruge ist ein Urgroßneffe von Arnold Ruge. Sowohl sein Vater Erwin Ruge (1887–1968) als auch seine Mutter Charlotte geb. Schwarz (1895–1986) und ihr späterer Ehemann Hans Baumgarten (1892–1979) waren in der kommunistischen Bewegung aktiv. Er war als Schüler der Rütischule „Junger Pionier“ und später als Karl-Marx-Schüler in Berlin-Neukölln Mitglied des kommunistischen Jugendverbandes. Nach der NS-Machtübernahme flüchteten er und seine Familie 1933 in die Sowjetunion. Zuerst ließ Stalin seinen Vater Erwin Ruge im Frühjahr 1938 in das nationalsozialistische Deutschland abschieben, dann wurde sein älterer Bruder Walter Ruge (1915–2011) nach der deutschen Kriegserklärung als „feindlicher Ausländer“ 1941 verhaftet und zu 10 Jahren Arbeitslager verurteilt.
Ruge studierte nach seinem Abitur in Moskau zunächst an der Kommunistischen Universität der nationalen Minderheiten des Westens (KUNMS) und weiterhin Geschichte in Moskau. Fassungslos erlebte er dort mit, wie sich unter dem Terror Mitte der 1930er-Jahre die Reihen der Altkommunisten und Emigranten lichteten. Nach dem deutschen Überfall auf die Sowjetunion wurde er (mit seiner zweiten Ehefrau) wegen seiner deutschen Herkunft nach Kasachstan deportiert, ein Jahr später von ihr getrennt und als Zwangsarbeiter in ein Straflager des Gulags in den Nordural verschickt. Dort wurde er unter Bedingungen der völligen Willkür und Essenzuteilung nach Normerfüllung zu Schwerstarbeit, wie Holzfällen, eingesetzt.
Drei Jahre nach Ende des Krieges zerschlugen sich Ruges Hoffnungen, das Lager als freier Bürger verlassen und zu seiner Frau in die Steppe zurückkehren zu können. Seine Strafe wurde in „Ewige Verbannung“ umgewandelt. Er durfte den Lagerort per Dekret zeitlebens nicht mehr verlassen. Ruge konnte jedoch 1948 unter Umgehung des Verbannungsregimes ein Fernstudium der Geschichte in Swerdlowsk absolvieren. Im Nordural-Straflager Soswa fristete Ruge ein karges Leben zusammen mit seiner dritten Frau.
Erst 1956 gelang Ruge zusammen mit seiner Frau und ihrem gemeinsamen zweijährigem Sohn Eugen die Ausreise in die DDR. Ihm wurde eine Stelle am Institut für Geschichte an der Akademie der Wissenschaften in Berlin angeboten. Ruge wurde einer der bekanntesten Historiker der DDR mit dem Spezialgebiet Weimarer Republik und Aufstieg des Faschismus. Ruge wurde Mitglied in der Sozialistischen Einheitspartei Deutschlands (SED). 1959 promovierte Ruge in Berlin über die Besetzung des Ruhrgebiets 1923. Ruge erhielt 1958 eine Professur für Geschichte am Institut für Geschichte der Akademie der Wissenschaften der DDR, 1967 habilitierte er sich und 1983 wurde er emeritiert.
Ruge wurde Nationalpreisträger und erhielt den Vaterländischen Verdienstorden in Silber sowie die Ehrendoktorwürde der Universität Jena.
Wolfgang Ruges Sohn ist der Autor und Regisseur Eugen Ruge. Dieser gab 2012 die zweite Auflage seines autobiographischen Berichts im Rowohlt Verlag heraus: Gelobtes Land. Meine Jahre in Stalins Sowjetunion. Wolfgang Ruge hatte zur DDR-Zeit darüber nicht publiziert, aber Aufzeichnungen angefertigt, die er später verwerten konnte.
In Eugen Ruges preisgekröntem Roman In Zeiten des abnehmenden Lichts trägt der Historiker Kurt Umnitzer Züge Wolfgang Ruges.

## Schriften (Auswahl)
- Die Stellungnahme der Sowjetunion gegen die Besetzung des Ruhrgebietes. Zur Geschichte der deutsch-sowjetischen Beziehungen von Januar–September 1923. Akademie, Berlin 1962 (Dissertation).
- Stresemann. Ein Lebensbild. Deutscher Verlag der Wissenschaften, Berlin 1965.
- Deutschland von 1917 bis 1933 (von der Großen Sozialistischen Oktoberrevolution bis zum Ende der Weimarer Republik). Deutscher Verlag der Wissenschaften, Berlin 1967 (Habilitationsschrift).
- Weimar. Republik auf Zeit. Deutscher Verlag der Wissenschaften, Berlin 1969.
- Hindenburg. Porträt eines Militaristen. Deutscher Verlag der Wissenschaften, Berlin 1974.
- Matthias Erzberger. Eine politische Biographie. Union, Berlin 1976.
- Revolutionstage. November 1918. (Illustrierte historische Hefte: Heft 14), Deutscher Verlag der Wissenschaften, Berlin 1978, DNB 790050935.
- Novemberrevolution. Die Volkserhebung gegen den deutschen Imperialismus und Militarismus 1918/19. Dietz, Berlin 1978. Marxistische Blätter, Frankfurt am Main 1978, ISBN 3-880 12-530-9.
- Das Ende von Weimar. Monopolkapital und Hitler. Dietz, Berlin 1983 (in der BRD: Hitler. Weimarer Republik und Machtergreifung. Pahl-Rugenstein, Köln 1983).
- Stalinismus – eine Sackgasse im Labyrinth der Geschichte. Deutscher Verlag der Wissenschaften, Berlin 1991; Neuausgabe: Verlag Die Buchmacherei, Berlin 2020, ISBN 978-3-9820783-8-0.
- Berlin – Moskau – Sosswa. Stationen einer Emigration. Pahl-Rugenstein, Bonn 2003, ISBN 3-89144-345-5.
  - überarbeitete Neuauflage: Gelobtes Land. Meine Jahre in Stalins Sowjetunion. Herausgegeben von Eugen Ruge. Rowohlt, Reinbek 2012, ISBN 978-3-498-05791-6.
- Wer war Heinrich Brüning? Pahl-Rugenstein, Bonn 2003, ISBN 3-89144-344-7.
- Wolfgang Ruge für Einsteiger und Fortgeschrittene. Herausgegeben von Friedrich Martin Balzer. Pahl-Rugenstein Nachf., Bonn 2003, ISBN 3-89144-339-0.
- Arnold Ruge, 1802 bis 1880. Fragmente eines Lebensbildes. Pahl-Rugenstein, Bonn 2004, ISBN 3-89144-359-5.
- Lenin: Vorgänger Stalins. Eine politische Biografie. Herausgegeben von Eugen Ruge und Wladislaw Hedeler. Matthes & Seitz, Berlin 2010, ISBN 978-3-88221-541-0.